# 東方文花帖 ～ Shoot the Bullet.

文花帖ver 1.02a遊戲主選單

《東方文花帖 ～ Shoot the Bullet.》是由同人社團上海愛麗絲幻樂團製作的彈幕射擊遊戲，是東方Project的9.5作。

## 概要
本作的發表情報於2005年12月29日公開，並於次日12月30日在Comic Market 69正式售賣，而委託販賣則在2006年2月24日開始。本作是作為書籍作品《東方文花帖 ～ Bohemian Archive in Japanese Red.》的遊戲部分。雖然作者ZUN是預定將本作收錄在書籍的CD-ROM部分，可是由於製作時間上的問題，所以被迫分開推出。在本作中，過往的大部分登場了的角色都會作為敵人出場，自機只有在書籍《文花帖》和遊戲《花映塚》中有出現過的「射命丸文（鴉天狗）」。雖然本作是一隻彈幕射擊遊戲，但與一般的不同，自機沒有任何的攻擊手段，遊戲規則是「只要拍得一定數量的照片便能過關」。故事模式的10個等級加上Extra模式，共有11個等級的敵人可供挑戰。
在遊戲推出初期，內容並未完善。作者在隨後先後發佈了不同的更新檔供下載。在ver1.01a的更新檔中，宣佈將會追加稱為「號外1」的額外關卡，並表示日後會追加更多的內容關卡。可是在2006年前半，一直都不見作者追加，使得支持者們去信電郵詢問，作者對此表示會在夏季Comic Market後著手開發。到了10月，由於作者宣佈正進行新作的開發，所以最後追加額外關卡的計劃一直都沒有實現。直至2010年3月3日，作者才宣佈推出文花帖第二彈。

## 故事
文花帖，那是幻想鄉的文庫，天狗射命丸文為了發行《文文。新聞》而用作記下所見所聞的筆記本。射命丸文為了採集資料，而遊走於幻想鄉各地，向不同的人類和妖怪作出採訪。

## 登場角色
值得一提的是，東方Project的主角博麗靈夢和霧雨魔理沙並無在本作登場，只有在遊戲附屬的資料中出現。

### 自機角色
射命丸 文（日语：／ Shameimaru　Aya）
《东方文花帖》的主角，幻想鄉的文庫，報章《文文。新聞》的记者与編輯（但其新闻的真实性并不高）。為了搜集到足夠的題材，於是出發前往幻想鄉各地挑戰不同的人類和妖怪，進行彈幕的拍攝。

### 頭目角色
基本上各頭目的場景是由2-4個不等，而在Extra中則固定為2個。
| - LEVEL 1 - 莉格露·奈特巴格（リグル・ナイトバグ） - 露米亞（ルーミア） - LEVEL 2 - 琪露諾（チルノ） - 蕾迪·霍瓦特蘿克（レティ・ホワイトロック） - LEVEL 3 - 愛麗絲·瑪格特洛伊德（アリス・マーガトロイド） - 上白澤 慧音（上白沢 慧音，） - LEVEL 4 - 鈴仙·優曇華院·因幡（鈴仙‧優曇華院‧イナバ，） - 因幡 帝（因幡 てゐ，） - 梅蒂森·梅蘭可莉（メディスン・メランコリー） - LEVEL 5 - 紅 美鈴（紅 美鈴，） - 帕秋莉·諾蕾姬（パチュリー・ノーレッジ） - LEVEL 6 - 橙（，） - 魂魄 妖夢（魂魄 妖夢，） | - LEVEL 7 - 十六夜 咲夜（十六夜 咲夜，） - 蕾米莉亞·斯卡蕾特（レミリア‧スカーレット） - LEVEL 8 - 八雲 藍（八雲 藍，） - 西行寺 幽幽子（西行寺 幽々子，） - LEVEL 9 - 八意 永琳（八意 永琳，） - 蓬萊山 輝夜（蓬莱山 輝夜，） - LEVEL 10 - 小野塚 小町（小町塚 小町，） - 四季映姬·亞瑪薩那度（四季映姫‧ヤマザナドゥ，） - LEVEL Ex - 芙蘭朵露·斯卡蕾特（フランドール‧スカーレット） - 八雲 紫（八雲 紫，） - 藤原 妹紅（藤原 妹紅，） - 伊吹 萃香（伊吹 萃香，） |

## 外部連結
- （日語） ZUN在網誌上對本遊戲的感想